# Hydropsyche sinopensis
Hydropsyche sinopensis là một loài Trichoptera trong họ Hydropsychidae. Chúng phân bố ở miền Cổ bắc.